# TI-59
De TI-59 was een van de eerste programmeerbare rekenmachines en werd gefabriceerd door Texas Instruments vanaf 1977.
Het was een van de eerste rekenmachines met een led-leesventer en had voor die tijd een grote capaciteit om grote hoeveelheden berekeningen te verwerken. Hij werd daarom gebruikt op verschillende professionele terreinen.
Het was de eerste in zijn soort die gebruik maakte van verwisselbare programmamodules met ROM-geheugen. Het Master Library Module ROM werd meegeleverd en bevatte verschillende herprogrammeerbare functies, inclusief een spelletje. Verschillende applicaties werd los geleverd, zoals voor onroerend goed, investeringen, statistiek, metingen en luchtvaart.